# Arethusa (nimf)

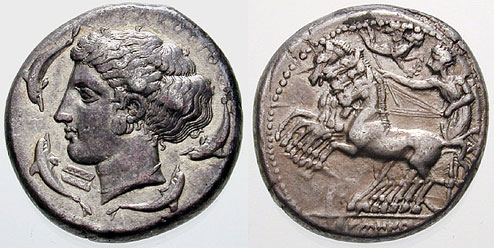
Syracusiaanse tetradrachme (ca. 415-405 v.Chr.): (afgesleten) opschrift, hoofd van Arethusa met spiraalvormige oorbel en halsketting omringd door vier dolfijnen en het opschrift / op het tablet onder haar kin (voorzijde) en een menner met een kentron in de rechter- en de teugels in de linkerhand in een quadriga met Nikê die boven de gekroonde menner vliegt en het opschrift in de afsnede (keerzijde).

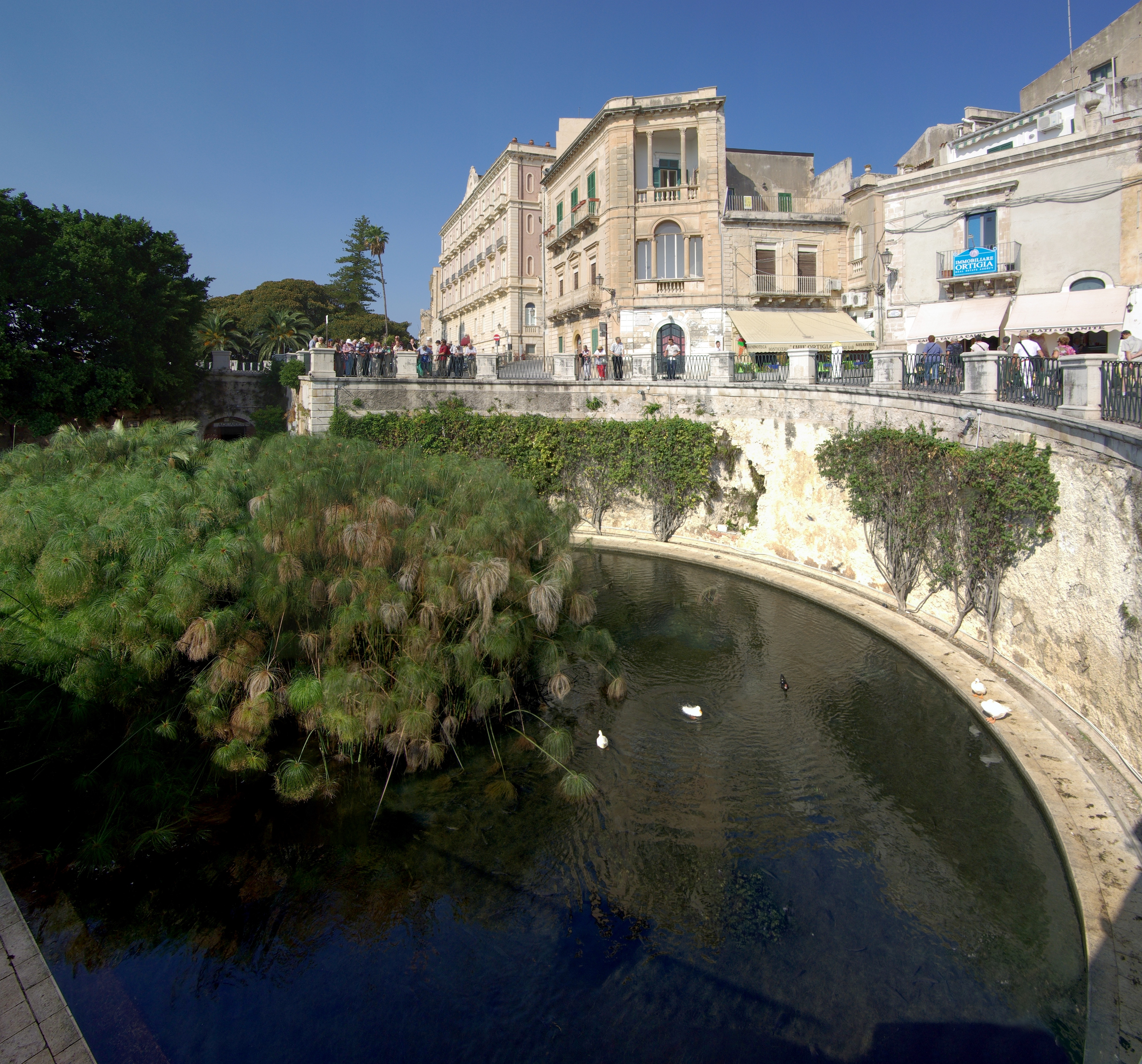
Bron van Arethusa in Syracuse

Arethusa (Grieks: Ἀρέθουσα) is de naam van een bron op het eiland Ortygia, het oudste deel van Syracuse.
Het water is afkomstig van de bergen ten noorden van de stad en gaat onder zee door.
Dit feit deed in de oudheid de legende ontstaan dat de Nereïde Arethusa, achtervolgd door de verliefde stroomgod Alpheüs, in wiens wateren ze had gebaad, onder de zee naar Ortygia vluchtte en daar door Artemis in een zoetwaterbron werd veranderd, waarin zich de Alpheüs uitstortte. Om de samenhang van de bron met de rivier te bewijzen, vertelden de oude Grieken, dat een offerschaal, die men eens te Olympia in de rivier had geworpen, in het water van de bron Arethusa kwam aandrijven, en dat telkens het water van de laatste door het offerbloed van de runderen, die men aan de oevers van de Alpheüs te Olympia slachtte, werd rood gekleurd.

## Referentie
- T.T. Kroon, art. Alpheios (Alpheüs), in T.T. Kroon, Mythologisch Woordenboek, 's Gravenhage, 1875, p. 14.